# Joseph Gärtner
Joseph Gärtner (12. března 1732 Calw – 14. července 1791 Tübingen) byl německý lékař a botanik.

## Život a kariéra
Gärtner studoval medicínu v Tübingenu a Göttingenu. Po ukončení studií cestoval po Nizozemsku, Francii, Itálii a Anglii. V roce 1760 se stal profesorem anatomie v Tübingenu, 1768 profesorem botaniky a ředitelem botanických zahrad v Petrohradě. V roce 1770 se vrátil zpět do Calwu. Jeho syn byl Karl Friedrich von Gärtner, také botanik.
Je po něm pojmenován rostlinný rod Gaertnera z čeledi Rubiaceae.

## Dílo
- De fructibus et seminibus plantarum, Stuttgart, Tübingen 1789 - 1791